# Museo Universitario de Ciencias y Artes (UNAM)
El Museo Universitario de Ciencias y Artes (UNAM), conocido como MUCA (por sus iniciales), es un recinto universitario que está encargado de la difusión y promoción de exposiciones multidisciplinarias. Además de impartir actividades académicas y de divulgación.
Su sede principal, conocida como Museo Universitario de Ciencias y Arte, MUCA Campus, se encuentra ubicada en Ciudad Universitaria, y sus sede alterna es el Museo Universitario de Ciencias y Arte Roma, MUCA Roma, en la Ciudad de México.

## Actividades
Este recinto alberga diversas exposiciones multidisciplinarias, pues cuenta con instalaciones como videoextensiones, en las que se pueden utilizar medios audiovisuales, que incluyen vídeos y fotografías. También se llevan a cabo instalaciones de arte moderno y contemporáneo, performances y arte digital.